# Federico Pasquini
Federico Pasquini (Ferrara, 16 luglio 1973) è un allenatore di pallacanestro e dirigente sportivo italiano, general manager di Treviso.

## Carriera
Emiliano, classe 1973, inizia la sua carriera da allenatore nel 2000-01 come vice a Castelmaggiore. 
Nelle due stagioni successive passa all'Orlandina Basket mentre nel 2004-05 ricopre il ruolo di assistente alla B.C. Ferrara, nella sua città. Dopo il passaggio a Castelfiorentino, dal 2007-2009 è alla Fortitudo Bologna come vice di Dragan Šakota prima e di Cesare Pancotto poi. Nel 2010 è a Napoli e nel 2011, a stagione iniziata, accetta la chiamata in Sardegna dell'allora presidente della RoburSassari (B dilettanti), Stefano Sardara. Pasquini porta la squadra alla salvezza e l'anno dopo, quando prende le redini della Dinamo Basket Sassari, il numero uno biancoblu lo vuole nel club come direttore 
sportivo, affidandogli successivamente l'incarico di general manager. È uno dei fautori della straordinaria ascesa della Dinamo negli ultimi cinque anni fino alla conquista dello storico triplete, durante la stagione 2014-15.
Il 7 marzo 2016 ha sostituito come head coach il dimissionario Marco Calvani sulla panchina della Dinamo Sassari fino al termine della stagione. Il 20 maggio arriva la notizia che il club biancoblù lo ha confermato come head coach, e così Pasquini svolgerà il doppio ruolo di allenatore e general manager.
Il 3 aprile 2018 rassegna le dimissioni da allenatore della Dinamo Sassari, tornando a coprire solamente il ruolo di general manager della squadra biancoblu'. L'8 maggio 2025 la società rende ufficiale ciò che si vociferava da giorni, ovvero la separazione al termine della stagione dal GM.
Il 15 maggio seguente viene annunciato ufficialmente come nuovo General Manager di Treviso. 